# Linhe
För andra betydelser, se Linhe (olika betydelser).
Linhe, tidigare romaniserat Linho, är ett stadsdistrikt och säte för stadsfullmäktige i Bayannur i den autonoma regionen Inre Mongoliet i norra Kina.